# Sodji Vrh
Sodji Vrh este o localitate din comuna Semič, Slovenia, cu o populație de 28 de locuitori.